# Jan Vis (politicus)
Jacob Jan (Jan) Vis (Wormerveer, 30 oktober 1933 - Zeist, 24 januari 2011) was een Nederlandse journalist, rechtsgeleerde en politicus van D66.

## Opleiding en loopbaan
Vis volgde een opleiding tot journalist aan de Gemeente Universiteit van Amsterdam (de huidige Universiteit van Amsterdam). Hij werkte van 1952 tot 1956 als journalist bij de Haagsche Courant, vervolgens van 1956 tot 1960 als politiek redacteur bij het Algemeen Dagblad. Van 1961 tot 1969 was hij bij diverse persdiensten werkzaam, waarna hij politiek redacteur bij NRC Handelsblad werd. Daarnaast studeerde hij van 1967 tot 1971 rechten aan de Nederlandse Economische Hogeschool in Rotterdam (de huidige Erasmus Universiteit Rotterdam).
In 1973 verruilde hij de journalistiek voor dat van lector staatsrecht aan de Rijksuniversiteit Groningen, waar hij in 1980 werd aangesteld als hoogleraar staatsrecht. In datzelfde jaar nam hij ook voor D66 zitting in de Eerste Kamer. In 1994 was hij als mede-informateur betrokken bij de totstandkoming van het kabinet-Kok I. In 1995 kwam er zowel een einde aan zijn hoogleraarschap als aan zijn Kamerlidmaatschap en werd hij lid van de Raad van State, waaraan hij tot 2003 verbonden bleef.
Vis heeft diverse staatsrechtelijke publicaties op zijn naam staan, waaronder het inleidende boekwerk Parlement en politiek (1977) dat hij samen met Joop van den Berg schreef.

## Persoonlijk
Jan Vis was getrouwd met Dina Maria Johanna Rottinghuis (1931-2016) en zij hadden vier dochters. Hij was een aanhanger van de antroposofie. In 1993 werd hij benoemd tot Ridder in de Orde van de Nederlandse Leeuw.

## Voetnoten
1. ↑  NRC over overlijden Jan Vis

- Bibsys: 90804419
- Biografisch Portaal: 20530052
- Digitale Bibliotheek voor de Nederlandse Letteren: vis_006
- Gemeinsame Normdatei: 1035817055
- International Standard Name Identifier: 0000 0003 9767 5081
- Library of Congress Control Number: n79042068
- Nederlandse Thesaurus van Auteursnamen: 068909977
- Parlement.com: vg09llmm5azr
- Virtual International Authority File: 44839707
- WorldCat: E39PBJfRCR9G7JqBwfjQ9Dt7pP